# Daïet el Korfa
Daïet el Korfa är en vattenfylld sänka i Algeriet. Den ligger i provinsen Médéa, i den norra delen av landet, 140 km söder om huvudstaden Alger.